# Халанга (Мехединци)
Халанга (рум. Halânga) насеље је у Румунији у жупанији Мехединци у општини Извору Барзиј. Место се налази на надморској висини од 84 m.

## Становништво
Према подацима из 2002. године у насељу је живело 834 становника, од којих су сви румунске националности.